# Toury (Eure i Loir)
Toury és un municipi del Cantó de Janville (departament de l'Eure i Loir, regió de Centre). L'any 2007 tenia 2.595 habitants.

## Demografia

### Població
El 2007 la població de fet de Toury era de 2.595 persones. Hi havia 1.076 famílies, de les quals 304 eren unipersonals (112 homes vivint sols i 192 dones vivint soles), 332 parelles sense fills, 332 parelles amb fills i 108 famílies monoparentals amb fills.
La població ha evolucionat segons el següent gràfic:

### Habitatges
El 2007 hi havia 1.226 habitatges, 1.082 eren l'habitatge principal de la família, 44 eren segones residències i 100 estaven desocupats. 953 eren cases i 269 eren apartaments. Dels 1.082 habitatges principals, 676 estaven ocupats pels seus propietaris, 387 estaven llogats i ocupats pels llogaters i 19 estaven cedits a títol gratuït; 14 tenien una cambra, 83 en tenien dues, 226 en tenien tres, 326 en tenien quatre i 433 en tenien cinc o més. 771 habitatges disposaven pel capbaix d'una plaça de pàrquing. A 536 habitatges hi havia un automòbil i a 384 n'hi havia dos o més.

### Piràmide de població
La piràmide de població per edats i sexe el 2009 era:
| Homes | Edats   | Dones |
| ----- | ------- | ----- |
| 4     | 95 o +  | 4     |
| 5     | 90 a 94 | 6     |
| 27    | 85 a 89 | 32    |
| 6     | 80 a 84 | 29    |
| 48    | 75 a 79 | 52    |
| 62    | 70 a 74 | 75    |
| 58    | 65 a 69 | 58    |
| 68    | 60 a 64 | 70    |
| 66    | 55 a 59 | 73    |
| 69    | 50 a 54 | 84    |
| 92    | 45 a 49 | 94    |
| 68    | 40 a 44 | 60    |
| 91    | 35 a 39 | 88    |
| 96    | 30 a 34 | 97    |
| 117   | 25 a 29 | 104   |
| 70    | 20 a 24 | 58    |
| 85    | 15 a 19 | 66    |
| 99    | 10 a 14 | 71    |
| 85    | 5 a 9   | 93    |
| 63    | 0 a 4   | 113   |

## Economia
El 2007 la població en edat de treballar era de 1.632 persones, 1.263 eren actives i 369 eren inactives. De les 1.263 persones actives 1.163 estaven ocupades (631 homes i 532 dones) i 100 estaven aturades (42 homes i 58 dones). De les 369 persones inactives 137 estaven jubilades, 129 estaven estudiant i 103 estaven classificades com a «altres inactius».

### Ingressos
El 2009 a Toury hi havia 1.077 unitats fiscals que integraven 2.561 persones, la mediana anual d'ingressos fiscals per persona era de 18.042 €.

### Activitats econòmiques
Dels 104 establiments que hi havia el 2007, 3 eren d'empreses alimentàries, 1 d'una empresa de fabricació d'elements pel transport, 3 d'empreses de fabricació d'altres productes industrials, 17 d'empreses de construcció, 31 d'empreses de comerç i reparació d'automòbils, 4 d'empreses de transport, 8 d'empreses d'hostatgeria i restauració, 6 d'empreses financeres, 6 d'empreses immobiliàries, 6 d'empreses de serveis, 13 d'entitats de l'administració pública i 6 d'empreses classificades com a «altres activitats de serveis».
Dels 35 establiments de servei als particulars que hi havia el 2009, 1 era una oficina de correu, 3 oficines bancàries, 1 funerària, 2 tallers de reparació d'automòbils i de material agrícola, 1 autoescola, 3 guixaires pintors, 5 fusteries, 6 lampisteries, 2 electricistes, 1 empresa de construcció, 2 perruqueries, 4 restaurants, 3 agències immobiliàries i 1 tintoreria.
Dels 13 establiments comercials que hi havia el 2009, 1 era un hipermercat, 1 un supermercat, 1 una botiga de més de 120 m², 2 fleques, 3 carnisseries, 1 una llibreria, 1 una botiga d'equipament de la llar, 1 una sabateria i 2 floristeries.
L'any 2000 a Toury hi havia 16 explotacions agrícoles que ocupaven un total de 1.183 hectàrees.

## Equipaments sanitaris i escolars
El 2009 hi havia una farmàcia i una ambulància. El 2009 hi havia una escola maternal i una escola elemental. Toury disposava d'un col·legi d'educació secundària amb 345 alumnes.

## Poblacions properes
El següent diagrama mostra les poblacions més properes.